# Strada Statale 80 racc di Teramo
Die Strada Statale 80racc (Abkürzung: SS 80racc) ist eine vierspurige italienische Staatsstraße in der italienischen Region Abruzzen. Sie verbindet die A24 Rom / Gran Sasso Tunnel mit der adriatischen Küste und der Stadt Giulianova. Sie hat eine Länge von ca. 16 km. Betrieben wird sie von der ANAS S.p.A., daher ist sie auf ihrem gesamten Verlauf mautfrei.